# 弗拉默斯巴赫
弗拉默斯巴赫（德語：Frammersbach，發音：[ˈfʁamɐsˌbax] ⓘ）是德国巴伐利亚州下弗兰肯行政区美因-施佩萨特县的市镇，面积19.19平方千米，2023年12月31日人口为4,602人。